# Vieltojärvi
Vieltojärvi är en sjö i kommunen Enontekis i landskapet Lappland i Finland. Sjön ligger 312,4 meter över havet. Arean är 51 hektar och strandlinjen är 3,35 kilometer lång. Sjön  ingår i Kemi älvs huvudavrinningsområde.   Den ligger omkring 220 kilometer norr om Rovaniemi och omkring 910 kilometer norr om Helsingfors. 